# Der Eiserne Thron
Der Eiserne Thron ist ein Strategiespiel für 3–8 Spieler von Christian T. Petersen. Es erschien 2003 auf Englisch als A Game of Thrones bei Fantasy Flight Games und 2004 auf Deutsch beim Heidelberger Spieleverlag. Es gewann 2003 insgesamt 3 Origins Awards.
Das Spiel dauert im Normalfall 3–4 Stunden und besitzt sowohl diplomatische wie auch taktische Anforderungen.

## Hintergrund
Ort des Geschehens ist der Fantasy-Kontinent Westeros, bekannt aus den Das Lied von Eis und Feuer-Romanen von George R. R. Martin. Die Spieler führen je eines der aus den Romanen bekannten Adelshäuser Lannister, Stark, Greyjoy, Tyrell oder Baratheon und kämpfen maximal 10 Runden lang um den Gewinn möglichst zahlreicher Festungen. Interessanterweise werden in diesem Brettspiel durch intelligente Spielmechanismen Parallelen zu den Vorgängen in den Romanen erzeugt. Auch die Rivalitäten zwischen bestimmten Adelshäusern kommen auf dem Spielbrett zum Tragen, ebenso wie durch Verabredungen am Spieltisch und die geheime Erteilung von „Befehlen“ (Handlungsanweisungen an die eigenen Figuren) eine Stimmung von Intrigen entstehen kann. Einige Figuren aus den Romanen werden in Form von Anführer-Karten („Hauskarten“) ebenfalls im Spiel aufgegriffen.
Der Spielentwickler und CEO von Fantasy Flight Games, Christian T. Petersen, berichtet über das von ihm seit 2002 entwickelte Spiel, dass es besonders durch zwei andere Spiele des Intrigen/Diplomatie-Genres beeinflusst sei, nämlich Diplomacy (1959) und El Grande (1995). Auch Kingmaker (1974) weise dasselbe Leitmotiv wie Der Eiserne Thron auf, sei Petersen jedoch unbekannt.

## Spielablauf
| Spielmaterial Der Eiserne Thron                       |
| ----------------------------------------------------- |
| 1 Spielbrett                                          |
| 1 Spielanleitung                                      |
| 35 Hauskarten (7 pro Haus)                            |
| 5 Haus-Startkarten (1 pro Haus)                       |
| 30 Westeroskarten                                     |
| 75 Befehls-Spielmarken (15 pro Haus)                  |
| 100 Stärke-Spielmarken (20 pro Haus)                  |
| 15 Einfluss-Spielmarken (3 pro Haus)                  |
| 5 Versorgungs-Spielmarken (1 pro Haus)                |
| 1 Runden-Spielmarke                                   |
| 1 Wildlings-Spielmarke                                |
| 50 Infanterie-Einheiten, 20 Ritter, 30 Schiffe (Holz) |
| je 1 King’s Landing-, Eyrie-, Sunspear-Spielmarke     |
| je 1 Valyrische Stahlklinge, Botenrabe, Eisenthron    |

Durch Militäreinheiten (Infanteristen, Ritter und Schiffe) kontrollieren die Spieler Land- und Seegebiete, erobern befestigte Städte und greifen ihre Einflussgebiete untereinander an, um weitere Festungen, Städte, Versorgungsmaterial oder andere Vorteile zu erlangen. Stärke-Spielmarken drücken den Einfluss der von den Spielern dargestellten Häuser in verschiedenen Bereichen aus. Dieser Einfluss wird in Auktionen regelmäßig neu verteilt, so dass auch spezielle Vorteile – die Valyrische Stahlklinge, der Botenrabe und der Eisenthron – von neuen Spielern kontrolliert werden können.
Die zehn Spielrunden werden in jeweils drei Phasen unterteilt. Die Westerosphase enthält die einzigen Zufallselemente des Spiels, da dort gemischte Stapel von Ereigniskarten zum Einsatz kommen und das Spiel auf Würfel und andere Zufallselemente verzichtet. In der Westerosphase können sich größere Machtverschiebungen ergeben, neue Armeen aufgestellt werden, oder durch den Einfall von Barbaren („Wildlingen“) Ländereien verwüstet werden. In der Planungsphase treffen die Spieler Vereinbarungen untereinander und es werden mit Hilfe von verdeckten Spielmarken gleichzeitig geheime Befehle an die eigenen Einheiten gegeben, die in der abschließenden Aktionsphase der Reihe nach ausgeführt werden. Dabei kann es zur Schlacht zwischen den Einheiten zweier Spieler kommen, die auch von anderen Mitspielern unterstützt werden können. Schlachten werden häufig durch den Einsatz spezieller „Hauskarten“, die Charaktere aus den Romanen darstellen, entschieden.

### Erweiterung: Die Thronkriege
| Spielmaterial Die Thronkriege                                        |
| -------------------------------------------------------------------- |
| 42 neue Hauskarten                                                   |
| 6 Haus-Startkarten (für das Spiel mit 6 Spielern)                    |
| 7 Hauskarten für Haus Martell                                        |
| 15 Befehls-Spielmarken für Haus Martell                              |
| 20 Stärke-Spielmarken für Haus Martell                               |
| 3 Einfluss-Spielmarken für Haus Martell                              |
| 1 Nachschub-Spielmarke für Haus Martell                              |
| 10 Infanterie-Einheiten, 4 Ritter, 6 Schiffe (Holz) für Haus Martell |
| 18 Belagerungsmaschinen (Holz, 3 pro Haus)                           |
| 9 Befestigungs-Spielsteine (Holz, grau)                              |
| 30 Spezialbefehls-Spielmarken                                        |
| 8 Hafen-Spielmarken                                                  |
| 1 Spielplanauflage Einflussbereichspfade                             |
| 1 Spielplanauflage Westeros-Karte                                    |

Im Jahr 2005 erschien die erste Erweiterung zum Hauptspiel in der englischen Version (Originaltitel: A Clash of Kings). Im Frühjahr 2006 folgte die Erweiterung auf Deutsch. Die enthaltenen Ergänzungen sollen das Spiel vielfältiger machen. Daher können die neun Varianten der Erweiterung nach Belieben eingesetzt oder weggelassen werden. Zu Die Thronkriege gehört neben dem zusätzlichen Haus Martell, das das Spiel mit 6 Spielern ermöglicht, ein neuer Satz Hauskarten, die den Romanfiguren größere Bedeutung verschaffen sollen. Man kann Befestigungsanlagen und Belagerungsmaschinen errichten, Häfen können als besondere Gebiete zwischen Land- und Seezonen zum Einsatz kommen. Spezielle Befehlsspielmarken erweitern die taktischen Optionen der Planungsphase. Eine Alternative Westerosphase reduziert das einzige Zufallselement des Spiels durch eine Vorhersehbarkeit der Ereigniskarten für die nächsten drei Runden, und eine Alternative Kampfphase fügt dem Einsatz der Hauskarten ein Zufallselement hinzu. Die letzte neue Variante in der Erweiterung Die Thronkriege verändert die Regeln für das Spiel mit drei Spielern.

### Erweiterung: Sturm der Schwerter
| Spielmaterial Sturm der Schwerter                                                                                               |
| --- |
| 44 Taktikkarten |
| 24 Verbündetenkarten (jeweils 6 Karten in 4 verschiedenen Verbündeten Stapeln)                                                  |
| 40 neue Westeroskarten |
| 42 neue Hauskarten |
| 4 neue Haus-Startkarten |
| 5 Wildlingskarten |
| 6 Referenzkarten |
| 5 Garnisons-Spielmarken |
| 15 Anführer-Spielmarken |
| 1 Wetter-Spielmarke |
| 10 Anspruchs-Spielmarken, wovon 3 auch als Neutrale Kräfte-Marken (Harrenhal, Riverrun und Silverhall) verwendet werden können. |
| 6 Unterstützungs -1 Befehls-Spielmarken                                                                                         |
| 6 Gefängniszellen |
| 3 Neutrale Kräfte-Austauschmarken für „Eyrie“, „King’s Landing“ und „Sunspear“                                                  |

2006 ist die englische Erweiterung A Storm of Swords erschienen. Die deutsche Version Sturm der Schwerter wurde im Februar 2009 veröffentlicht. Enthalten sind insbesondere Optionen für das Spiel mit 4 Spielern, wobei um die Unterstützung der neuen neutralen Häuser geworben werden muss. Darüber hinaus enthält das Spiel einen eigenen Spielplan der neue strategische Anforderungen an die Spieler stellt. Eine Integration in das Grundspiel ist jedoch ebenso möglich.

## Zweite Edition
2011 erschien eine zweite Auflage des Spieles, welche einige Elemente aus den Erweiterungen aufgriff und einige Regeln vereinfachte. Sie ist mit 6 Spielern spielbar und integriert Belagerungsmaschinen, Häfen, Wildlingskarten und Schicksalskarten. Ebenfalls wurde die grafische Gestaltung des Spielbrettes und der Karten überarbeitet. Weiterhin sind die Spielfiguren in dieser Version aus Plastik und nicht mehr aus Holz.

### Erweiterung: Ein Tanz mit Drachen
Die erste Erweiterung zur zweiten Auflage greift die Ereignisse während des fünften Bandes der Romanserie auf. Sie beinhaltet 42 neue Hauskarten, ein Szenario für sechs Spieler sowie eine neue Startaufstellung, welche die veränderten Machtverhältnisse und strategischen Positionen in Zeit der Krähen, Der Sohn des Greifen und Ein Tanz mit Drachen widerspiegeln.

### Erweiterung: Ein Fressen für die Krähen
Die zweite Erweiterung zur zweiten Auflage enthält ein Szenario für 4 Spieler mit eigenem Aufbau und neuen Siegbedingungen. Zusätzlich wurde das Haus Arryn hinzugefügt.

### Erweiterung: Mutter der Drachen
Die Erweiterung "Mutter der Drachen" ergänzt das Grundspiel um die Häuser Targaryen und Arryn, wodurch bis zu 8 Spieler mitspielen können. Der Spielplan wird um den Kontinent Essos erweitert. Zudem werden neue Spielmechaniken hinzugefügt: Die Bank von Braavos bietet den Spielern die Möglichkeit Anleihe-Karten zu erwerben. Die freien Städte wurden durch ein neues Vasallensystem ersetzt. Das Haus Targaryen strebt dabei ein eigenes Zielspiel an, das mit dem Erhalt von Einflussmarkern zusammenhängt, zudem wurde die Einheit Drachen hinzugefügt. Das Haus Targaryen verfügt über drei Drachen, die im Verlauf des Spiels an Stärke hinzugewinnen.

### Inoffizielle Fan-Erweiterung: Kampf um Westeros und Essos
Die inoffizielle und kostenlose Fan-Erweiterung ermöglicht ein Spiel mit bis zu 12 Häusern auf einer neuen, größeren Karte. Das Layout der Karte wurde überarbeitet, es gibt eine neue Westerosphase und die Rundenanzahl steigt auf 14.